# Vanga d'espatlles rogenques
El vanga d'espatlles rogenques (Calicalicus rufocarpalis) és un ocell de la família dels vàngids (Vangidae).

## Hàbitat i distribució
És un ocell endèmic de Madagascar que es troba molt localment en matolls espinosos del sud-oest.

## Taxonomia
Aquesta espècie va ser descrita per primera vegada el 1997 per Goodman, Hawkins i Domergue.